# Џос Екланд
Сидни Едмонд Џоселин Екланд (енгл. Sidney Edmond Jocelyn Ackland; Лондон, 29. фебруар 1928 — Клавели, 19. новембар 2023), професионално познат као Џос Екланд (енгл. Joss Ackland), био је енглески глумац, који је глумио у више од 130 филмова, као и у бројним телевизијским продукцијама, попут мини серије Хенри VIII или Убиства у Мидсамеру.
Најпознатији је по улогама знаменитих негативаца у бројним холивудским филмовима, мада је често глумио и људе од ауторитета. Неке од тих улога су у филмовима, као што су Три мускетара, Сицилијанац, Бело зло, Смртоносно оружје 2, Лов на Црвени октобар, Не можеш побећи, поред многих. Номинован је за награду БАФТА за најбољег глумца у споредној улози за улогу сер Џок Делвс Бротона у филму Бело зло (1987), инспирисаном истинитим догађајем.